# Logan Sargeant
Logan Hunter Sargeant (ur. 31 grudnia 2000 w Boca Raton) – amerykański kierowca wyścigowy, startujący w mistrzostwach świata Formuły 1 od sezonu 2023 do Grand Prix Holandii 2024 w zespole Williams Racing. 
W latach 2021–2022 członek programu dla młodych kierowców zespołu Williams Racing.

## Wyniki
| Legenda oznaczeń w tabelach wyników Wyświetl szablon na nowej stronie | Legenda oznaczeń w tabelach wyników Wyświetl szablon na nowej stronie                                                                     |
| Oznaczenie                                                            | Wyjaśnienie |
| --------------------------------------------------------------------- | --- |
| Złoty                                                                 | Zwycięzca lub mistrzostwo |
| Srebrny                                                               | 2. miejsce lub wicemistrzostwo |
| Brązowy                                                               | 3. miejsce lub II wicemistrzostwo |
| Zielony                                                               | Ukończył, punktował (w klasyfikacji generalnej, gdy zdobył co najmniej jeden punkt na przestrzeni sezonu, poza trzema powyższymi opcjami) |
| Niebieski                                                             | Ukończył, nie punktował (w klasyfikacji generalnej, gdy nie zdobył co najmniej jednego punktu na przestrzeni sezonu)                      |
| Czerwony                                                              | Nie zakwalifikował się (NZ) |
| Czerwony                                                              | Nie prekwalifikował się (NPK) |
| Różowy                                                                | Nie ukończył (NU) |
| Różowy                                                                | Niesklasyfikowany (NS) (w klasyfikacji generalnej, gdy nie został sklasyfikowany w żadnym wyścigu sezonu)                                 |
| Czarny                                                                | Zdyskwalifikowany (DK) |
| Czarny                                                                | Wykluczony (WYK/EX) |
| Biały                                                                 | Nie wystartował (NW) |
| Biały                                                                 | Kontuzjowany (K/INJ) |
| Biały                                                                 | Wyścig odwołany (OD/C) |
| Bez koloru                                                            | Został wycofany (WYC/WD) |
| Bez koloru                                                            | Nie przybył (NP/DNA) |
| Bez koloru                                                            | Nie brał udziału w treningach (NT/DNP) |
| Bez koloru                                                            | Nie został zgłoszony (–) |
| Pogrubienie                                                           | Start z pole position |
| Kursywa                                                               | Najszybsze okrążenie wyścigu |
| †                                                                     | Nie ukończył, ale jego rezultat został zaliczony ze względu na przejechanie więcej niż 90% dystansu wyścigu.                              |
| *                                                                     | Sezon w trakcie |
| 1/2/3                                                                 | Punktowana pozycja w sprincie |
| Lista systemów punktacji Formuły 1                                    | |

### Formuła 3
| Rok  | Zespół                | Wyniki w poszczególnych eliminacjach | Wyniki w poszczególnych eliminacjach | Wyniki w poszczególnych eliminacjach | Wyniki w poszczególnych eliminacjach | Wyniki w poszczególnych eliminacjach | Wyniki w poszczególnych eliminacjach | Wyniki w poszczególnych eliminacjach | Wyniki w poszczególnych eliminacjach | Wyniki w poszczególnych eliminacjach | Wyniki w poszczególnych eliminacjach | Wyniki w poszczególnych eliminacjach | Wyniki w poszczególnych eliminacjach | Wyniki w poszczególnych eliminacjach | Wyniki w poszczególnych eliminacjach | Wyniki w poszczególnych eliminacjach | Wyniki w poszczególnych eliminacjach | Wyniki w poszczególnych eliminacjach | Wyniki w poszczególnych eliminacjach | Wyniki w poszczególnych eliminacjach | Wyniki w poszczególnych eliminacjach | Wyniki w poszczególnych eliminacjach | Punkty | Pozycja |
| ---- | --------------------- | ------------------------------------ | ------------------------------------ | ------------------------------------ | ------------------------------------ | ------------------------------------ | ------------------------------------ | ------------------------------------ | ------------------------------------ | ------------------------------------ | ------------------------------------ | ------------------------------------ | ------------------------------------ | ------------------------------------ | ------------------------------------ | ------------------------------------ | ------------------------------------ | ------------------------------------ | ------------------------------------ | ------------------------------------ | ------------------------------------ | ------------------------------------ | ------ | ------- |
| 2019 | Carlin Buzz Racing    | CAT                                  | CAT                                  | LEC                                  | LEC                                  | RBR                                  | RBR                                  | SIL                                  | SIL                                  | HUN                                  | HUN                                  | SPA                                  | SPA                                  | MNZ                                  | MNZ                                  | SOC                                  | SOC                                  |                                      |                                      |                                      |                                      |                                      | 5      | 19      |
| 2019 | Carlin Buzz Racing    | 15                                   | 14                                   | 12                                   | 8                                    | 22                                   | 26                                   | 26                                   | 13                                   | 10                                   | 8                                    | 13                                   | NU                                   | 9                                    | 10                                   | 15                                   | 10                                   |                                      |                                      |                                      |                                      |                                      | 5      | 19      |
| 2020 | Prema Powerteam       | RBR                                  | RBR                                  | RBR                                  | RBR                                  | HUN                                  | HUN                                  | SIL                                  | SIL                                  | SIL                                  | SIL                                  | CAT                                  | CAT                                  | SPA                                  | SPA                                  | MNZ                                  | MNZ                                  | MUG                                  | MUG                                  |                                      |                                      |                                      | 160    | 3       |
| 2020 | Prema Powerteam       | 2                                    | 27                                   | 6                                    | 2                                    | 6                                    | 4                                    | 3                                    | 5                                    | 1                                    | NU                                   | 3                                    | 5                                    | 8                                    | 1                                    | 26                                   | NU                                   | 6                                    | NU                                   |                                      |                                      |                                      | 160    | 3       |
| 2021 | Charouz Racing System | CAT                                  | CAT                                  | CAT                                  | LEC                                  | LEC                                  | LEC                                  | RBR                                  | RBR                                  | RBR                                  | HUN                                  | HUN                                  | HUN                                  | SPA                                  | SPA                                  | SPA                                  | ZAN                                  | ZAN                                  | ZAN                                  | SOC                                  | SOC                                  | SOC                                  | 102    | 7       |
| 2021 | Charouz Racing System | 4                                    | NU                                   | 9                                    | 4                                    | 12                                   | NU                                   | 15                                   | NU                                   | 8                                    | 3                                    | 9                                    | 10                                   | 8                                    | 3                                    | 7                                    | 2                                    | 10                                   | 6                                    | 1                                    | OD                                   | 4                                    | 102    | 7       |

### Formuła 2
| Rok  | Zespół      | Wyniki w poszczególnych eliminacjach | Wyniki w poszczególnych eliminacjach | Wyniki w poszczególnych eliminacjach | Wyniki w poszczególnych eliminacjach | Wyniki w poszczególnych eliminacjach | Wyniki w poszczególnych eliminacjach | Wyniki w poszczególnych eliminacjach | Wyniki w poszczególnych eliminacjach | Wyniki w poszczególnych eliminacjach | Wyniki w poszczególnych eliminacjach | Wyniki w poszczególnych eliminacjach | Wyniki w poszczególnych eliminacjach | Wyniki w poszczególnych eliminacjach | Wyniki w poszczególnych eliminacjach | Wyniki w poszczególnych eliminacjach | Wyniki w poszczególnych eliminacjach | Wyniki w poszczególnych eliminacjach | Wyniki w poszczególnych eliminacjach | Wyniki w poszczególnych eliminacjach | Wyniki w poszczególnych eliminacjach | Wyniki w poszczególnych eliminacjach | Wyniki w poszczególnych eliminacjach | Wyniki w poszczególnych eliminacjach | Wyniki w poszczególnych eliminacjach | Wyniki w poszczególnych eliminacjach | Wyniki w poszczególnych eliminacjach | Wyniki w poszczególnych eliminacjach | Wyniki w poszczególnych eliminacjach | Punkty | Pozycja |
| ---- | ----------- | ------------------------------------ | ------------------------------------ | ------------------------------------ | ------------------------------------ | ------------------------------------ | ------------------------------------ | ------------------------------------ | ------------------------------------ | ------------------------------------ | ------------------------------------ | ------------------------------------ | ------------------------------------ | ------------------------------------ | ------------------------------------ | ------------------------------------ | ------------------------------------ | ------------------------------------ | ------------------------------------ | ------------------------------------ | ------------------------------------ | ------------------------------------ | ------------------------------------ | ------------------------------------ | ------------------------------------ | ------------------------------------ | ------------------------------------ | ------------------------------------ | ------------------------------------ | ------ | ------- |
| 2021 | HWA Racelab | BHR                                  | BHR                                  | BHR                                  | MON                                  | MON                                  | MON                                  | BAK                                  | BAK                                  | BAK                                  | SIL                                  | SIL                                  | SIL                                  | MNZ                                  | MNZ                                  | MNZ                                  | SOC                                  | SOC                                  | SOC                                  | JED                                  | JED                                  | JED                                  | YAS                                  | YAS                                  | YAS                                  |                                      |                                      |                                      |                                      | 0      | 29      |
| 2021 | HWA Racelab | –                                    | –                                    | –                                    | –                                    | –                                    | –                                    | –                                    | –                                    | –                                    | –                                    | –                                    | –                                    | –                                    | –                                    | –                                    | –                                    | –                                    | –                                    | 16                                   | NU                                   | 14                                   | –                                    | –                                    | –                                    |                                      |                                      |                                      |                                      | 0      | 29      |
| 2022 | Carlin      | BHR                                  | BHR                                  | JED                                  | JED                                  | IMO                                  | IMO                                  | CAT                                  | CAT                                  | MON                                  | MON                                  | BAK                                  | BAK                                  | SIL                                  | SIL                                  | RBR                                  | RBR                                  | LEC                                  | LEC                                  | HUN                                  | HUN                                  | SPA                                  | SPA                                  | ZAN                                  | ZAN                                  | MNZ                                  | MNZ                                  | YAS                                  | YAS                                  | 148    | 4       |
| 2022 | Carlin      | 6                                    | 7                                    | NU                                   | 12                                   | 6                                    | 7                                    | 3                                    | 4                                    | 10                                   | 9                                    | 6                                    | 2                                    | 7                                    | 1                                    | 7                                    | 1                                    | 8                                    | NU                                   | NU                                   | 10                                   | NU                                   | 5                                    | 8                                    | NU                                   | 4                                    | NU                                   | 6                                    | 5                                    | 148    | 4       |

### Formuła 1
| Rok  | Zespół          | Samochód      | Silnik              | Wyniki w poszczególnych eliminacjach | Wyniki w poszczególnych eliminacjach | Wyniki w poszczególnych eliminacjach | Wyniki w poszczególnych eliminacjach | Wyniki w poszczególnych eliminacjach | Wyniki w poszczególnych eliminacjach | Wyniki w poszczególnych eliminacjach | Wyniki w poszczególnych eliminacjach | Wyniki w poszczególnych eliminacjach | Wyniki w poszczególnych eliminacjach | Wyniki w poszczególnych eliminacjach | Wyniki w poszczególnych eliminacjach | Wyniki w poszczególnych eliminacjach | Wyniki w poszczególnych eliminacjach | Wyniki w poszczególnych eliminacjach | Wyniki w poszczególnych eliminacjach | Wyniki w poszczególnych eliminacjach | Wyniki w poszczególnych eliminacjach | Wyniki w poszczególnych eliminacjach | Wyniki w poszczególnych eliminacjach | Wyniki w poszczególnych eliminacjach | Wyniki w poszczególnych eliminacjach |       |   | Punkty | Pozycja |
| ---- | --------------- | ------------- | ------------------- | ------------------------------------ | ------------------------------------ | ------------------------------------ | ------------------------------------ | ------------------------------------ | ------------------------------------ | ------------------------------------ | ------------------------------------ | ------------------------------------ | ------------------------------------ | ------------------------------------ | ------------------------------------ | ------------------------------------ | ------------------------------------ | ------------------------------------ | ------------------------------------ | ------------------------------------ | ------------------------------------ | ------------------------------------ | ------------------------------------ | ------------------------------------ | ------------------------------------ | ----- | - | ------ | ------- |
| 2023 | Williams Racing | Williams FW45 | Mercedes AMG F1 M14 | Bahrajn                              | Arabia Saudyjska                     | Australia                            | Azerbejdżan                          | Stany Zjednoczone                    | Monako                               | Hiszpania                            | Kanada                               | Austria                              | Wielka Brytania                      | Węgry                                | Belgia                               | Holandia                             | Włochy                               | Singapur                             | Japonia                              | Katar                                | Stany Zjednoczone                    | Meksyk                               |                                      | Stany Zjednoczone                    |                                      |       |   | 1      | 21      |
| 2023 | Williams Racing | Williams FW45 | Mercedes AMG F1 M14 | 12                                   | 16                                   | 16†                                  | 16                                   | 20                                   | 18                                   | 20                                   | NU                                   | 13                                   | 11                                   | 18†                                  | 17                                   | NU                                   | 13                                   | 14                                   | NU                                   | NU                                   | 10                                   | 16†                                  | 11                                   | 16                                   | 16                                   |       |   | 1      | 21      |
| 2024 | Williams Racing | Williams FW46 | Mercedes AMG F1 M15 | Bahrajn                              | Arabia Saudyjska                     | Australia                            | Japonia                              |                                      | Stany Zjednoczone                    | Włochy                               | Monako                               | Kanada                               | Hiszpania                            | Austria                              | Wielka Brytania                      | Węgry                                | Belgia                               | Holandia                             | Włochy                               | Azerbejdżan                          | Singapur                             | Stany Zjednoczone                    | Meksyk                               |                                      | Stany Zjednoczone                    | Katar |   | 0      | 22      |
| 2024 | Williams Racing | Williams FW46 | Mercedes AMG F1 M15 | 20                                   | 14                                   | NW                                   | 17                                   | 1718                                 | NU10                                 | 17                                   | 15                                   | NU                                   | 20                                   | 19                                   | 11                                   | 17                                   | 17                                   | NW                                   | -                                    | -                                    | -                                    | -                                    | -                                    | -                                    | -                                    | -     | - | 0      | 22      |

### Podsumowanie
| Sezon   | Seria                                         | Zespół                | Starty | P1 | PP | NO | Podia | Punkty | Pozycja |
| ------- | --------------------------------------------- | --------------------- | ------ | -- | -- | -- | ----- | ------ | ------- |
| 2016/17 | Formuła 4 ZEA                                 | Team Motopark         | 18     | 0  | 0  | 5  | 15    | 261    | 2       |
| 2017    | Brytyjska Formuła 4                           | Carlin                | 30     | 2  | 2  | 2  | 10    | 356    | 3       |
| 2017    | V de V Challenge Monoplace                    | R-ace GP              | 3      | 1  | 1  | 0  | 3     | 99     | 28      |
| 2017    | Północnoeuropejski Puchar Formuły Renault 2.0 | R-ace GP              | 2      | 0  | 0  | 0  | 0     | 0      | NS†     |
| 2017    | Europejski Puchar Formuły Renault 2.0         | R-ace GP              | 3      | 0  | 0  | 0  | 0     | 0      | NS†     |
| 2018    | Europejski Puchar Formuły Renault 2.0         | R-ace GP              | 20     | 3  | 2  | 3  | 7     | 218    | 4       |
| 2018    | Północnoeuropejski Puchar Formuły Renault 2.0 | R-ace GP              | 4      | 1  | 0  | 1  | 3     | 0      | NS†     |
| 2019    | Formuła 3                                     | Carlin Buzz Racing    | 16     | 0  | 0  | 1  | 0     | 5      | 19      |
| 2019    | Grand Prix Makau                              | Carlin Buzz Racing    | 1      | 0  | 0  | 0  | 1     | n.d.   | 3       |
| 2020    | Formuła 3                                     | Prema Powerteam       | 18     | 2  | 3  | 2  | 6     | 160    | 3       |
| 2021    | Formuła 3                                     | Charouz Racing System | 20     | 1  | 0  | 0  | 4     | 102    | 7       |
| 2021    | European Le Mans Series - LMP2                | Racing Team Turkey    | 2      | 0  | 1  | 0  | 0     | 21     | 19      |
| 2021    | Michelin Le Mans Cup - GT3                    | Iron Lynx             | 3      | 1  | 0  | 1  | 3     | 51     | 6       |
| 2021    | Formuła 2                                     | HWA Racelab           | 3      | 0  | 0  | 0  | 0     | 0      | 29      |
| 2022    | Formuła 2                                     | Carlin                | 28     | 2  | 2  | 0  | 4     | 148    | 4       |
| 2023    | Formuła 1                                     | Williams Racing       | 22     | 0  | 0  | 0  | 0     | 1      | 21      |